# Nettspend
Nettspend właśc. Gunner Shepardson (ur. 18 marca 2007 w Richmond) – amerykański raper i autor tekstów. Zyskał popularność po tym, jak fragment jego piosenki „Drankdrankdrank” stał się popularny w serwisie społecznościowym X pod koniec 2023 roku.
Dorastając w otoczeniu muzyki, Nettspend zaczął rapować w piątej klasie szkoły podstawowej. Po wydaniu wielu singli, Nettspend wydał swój debiutancki mixtape, Bad Ass F*cking Kid, 6 grudnia 2024 roku. Styl muzyczny Nettspenda wywodzi się z trapu i jerk, które są podgatunkami hip hopu. Według The Fader w swojej muzyce często wykorzystuje zniekształcone 808 i luźne riffy fortepianowe.

## Życiorys
Gunner Shepardson urodził się 18 marca 2007 roku w Richmond w stanie Wirginia. Ma trójkę rodzeństwa, a jego ojciec był piosenkarzem country. Dorastając, Shepardson słuchał Michaela Jacksona, Katy Perry i Justina Biebera, był mocno zainteresowany skateboardingiem. Po raz pierwszy spróbował rapowania w piątej klasie szkoły podstawowej. Shepardson czuł się odizolowany w szkole i rzucił szkołę w dziewiątej klasie, powołując się na negatywny wpływ lockdown'ów wprowadzonych w związku z rozprzestrzenianiem się choroby COVID-19.

## Kariera
Shepardson zaczął publikować muzykę w serwisie SoundCloud pod nazwą Nettspend w grudniu 2022 roku. Po kilku miesiącach systematycznego zdobywania popularności, fragment jego piosenki „Drankdrankdrank” stał się popularny w serwisie społecznościowym X, ujawniając go szerszej publiczności. Jego utwór „Shine N Peace” został wymieniony wśród najlepszych piosenek 2023 roku przez The Fader i The New York Times.
11 stycznia 2024 roku Nettspend wystąpił wraz z Xaviersobased w utworze producenta Evilgiane zatytułowanym „40”. Piosenka została wymieniona jako jedna z najlepszych piosenek 2024 roku przez The New York Times, oraz Pitchfork. 16 marca 2024 roku Nettspend wystąpił na festiwalu Rolling Loud, który był jego pierwszym występem na żywo.
W czerwcu 2024 roku Nettspend współpracował z raperem OsamaSon nad singlem „Withdrawals”. W tym samym miesiącu pojawił się również w teledysku do utworu „Devil Is a Lie” autorstwa Tommiego Richmana, również pochodzącego z Richmond. Po kilku koncertach, Nettspend wydał w lipcu „That One Song”, który samplował utwór „Entombed” autorstwa Deftones. W kolejnych tygodniach „That One Song”, wraz z większością innych popularnych utworów Nettspenda, został usunięty z platform streamingowych.
3 października 2024 roku Nettspend wydał utwór „F*ck Swag” wraz z teledyskiem wyreżyserowanym przez Cole'a Bennetta. Dwa miesiące później, 6 grudnia 2024 roku, Nettspend wydał swój debiutancki mixtape Bad Ass F*cking Kid. Wyruszył w trasę koncertową o tej samej nazwie, prezentując na koncercie w Los Angeles brytyjską piosenkarkę PinkPantheress.
21 lutego 2025 roku Nettspend ogłosił swoją trasę koncertową Invert, która była sponsorowana przez amerykańską firmę Vans. 11 marca 2025 roku Nettspend zadebiutował na pokazie mody Miu Miu podczas ostatniego dnia Paris Fashion Week.

## Dyskografia

### Albumy
| Tytuł             | Dane dot. albumu                                                                             |
| ----------------- | -------------------------------------------------------------------------------------------- |
| Early Life Crisis | - Data: czerwiec 2025 (planowane) - Wydawca: Grade A, Interscope Records - Format: Streaming |

### Mixtape’y
| Tytuł               | Dane dot. albumu                                                                  |
| ------------------- | --------------------------------------------------------------------------------- |
| Bad Ass F*cking Kid | - Data: 6 grudnia 2024 - Wydawca: Grade A, Interscope Records - Format: Streaming |

### Minialbumy
| Tytuł    | Dane dot. albumu                                                                                       |
| -------- | --- |
| Kickdoor | - Data: 26 maja 2023, 8 czerwca 2023 (wersja deluxe) - Wydawca: wydany niezależnie - Format: Streaming |

### Single
| Tytuł                                       | Rok  | Najwyższa pozycja na listach | Album               |
| Tytuł                                       | Rok  | NZ Hot                       | Album               |
| ------------------------------------------- | ---- | ---------------------------- | ------------------- |
| „What They Say”                             | 2023 | —                            | Single spoza albumu |
| „On Me” (z udziałem Yhapojj)                | 2023 | —                            | Single spoza albumu |
| „Good Night"                                | 2023 | —                            | Single spoza albumu |
| „Beamerrr”                                  | 2023 | —                            | Single spoza albumu |
| „Cryptonite”                                | 2023 | —                            | Single spoza albumu |
| „Gen 5 (DJ Phatt Exclusive)”                | 2023 | —                            | Kickdoor            |
| „Section”                                   | 2023 | —                            | Single spoza albumu |
| „U Gon Fall”                                | 2023 | —                            | Single spoza albumu |
| „U Told Us Quit” (z udziałem Yungster Jack) | 2023 | —                            | Kickdoor            |
| „Hollywood”                                 | 2023 | —                            | Single spoza albumu |
| „Where the Racks At” (z udziałem Zootzie)   | 2023 | —                            | Single spoza albumu |
| „Funuhyuh”                                  | 2023 | —                            | Single spoza albumu |
| „Take You Out”                              | 2023 | —                            | Single spoza albumu |
| „Shine N Peace”                             | 2023 | —                            | Single spoza albumu |
| „We Not Like You”                           | 2023 | —                            | Single spoza albumu |
| „Packs” (z udziałem Duwap Kaine)            | 2023 | —                            | Single spoza albumu |
| „Yooo”                                      | 2023 | —                            | Single spoza albumu |
| „Benihana”                                  | 2023 | —                            | Single spoza albumu |
| „OTW” (z udziałem Xaviersobased)            | 2023 | —                            | Single spoza albumu |
| „Feeliinuu”                                 | 2023 | —                            | Single spoza albumu |
| „DrankDrankDrank”                           | 2023 | —                            | Single spoza albumu |
| „Wake Up” (z udziałem OsamaSon)             | 2023 | —                            | Single spoza albumu |
| „Model Sex”                                 | 2023 | —                            | Single spoza albumu |
| „2024 Freestyle”                            | 2023 | —                            | Single spoza albumu |
| „40” (wraz z Xaviersobased i Evilgiane)     | 2024 | —                            | #HeavensGate Vol. 1 |
| „Nothing Like Uuu”                          | 2024 | —                            | Single spoza albumu |
| „Withdrawals” (wraz z OsamaSon)             | 2024 | —                            | Single spoza albumu |
| „That One Song”                             | 2024 | —                            | Single spoza albumu |
| „F*ck Swag”                                 | 2024 | 21                           | Single spoza albumu |
| „Impact” (wraz z Xaviersobased)             | 2025 | —                            | Early Life Crisis   |